# Henry Picard
Henry Gilford Picard (28 de novembro de 1906 – 30 de abril de 1997) foi um golfista profissional [en] estadunidense que venceu dois campeonatos principais: o Masters em 1938 e o PGA Championship em 1939. Ganhou vinte e seis torneios no PGA Tour, a maioria deles na década de 1930. Foi influente instrutor de golfe que ajudou jogadores como Ben Hogan, Sam Snead e Beth Daniel. Pela sua trajetória exemplar no golfe, ele recebeu a honra de ser eleito para o Hall da Fama do Golfe Mundial em abril de 2006 e oficialmente introduzido na cerimônia de outubro do mesmo ano.
Henry Picard foi um dos principais jogadores do PGA Tour na década de 1930 e início dos anos 1940. Participou de duas equipes da Ryder Cup, em 1935 e 1937, vencendo três de quatro partidas. Foi um dos primeiros a usar tacos de madeira com faces de plástico, que lhe davam mais controle sobre a bola. Foi, também, um dos primeiros a usar luvas de golfe. Destacava-se por sua tranquilidade e seu bom gosto no campo. Ele encerrou sua carreira em 1954 e passou a se dedicar à instrução do esporte.

## Leitura complementar
McGee, Seamus (2011). Henry Picard: The Hershey Hurricane. [S.l.: s.n.]